# Chiesa di San Giovanni Battista (Tenno)
La chiesa di San Giovanni Battista è una chiesa sussidiaria a Ville del Monte, frazione di Tenno, appartenente alla Comunità Alto Garda e Ledro. Risale al XII secolo o forse a quattro secoli successivi.

## Storia

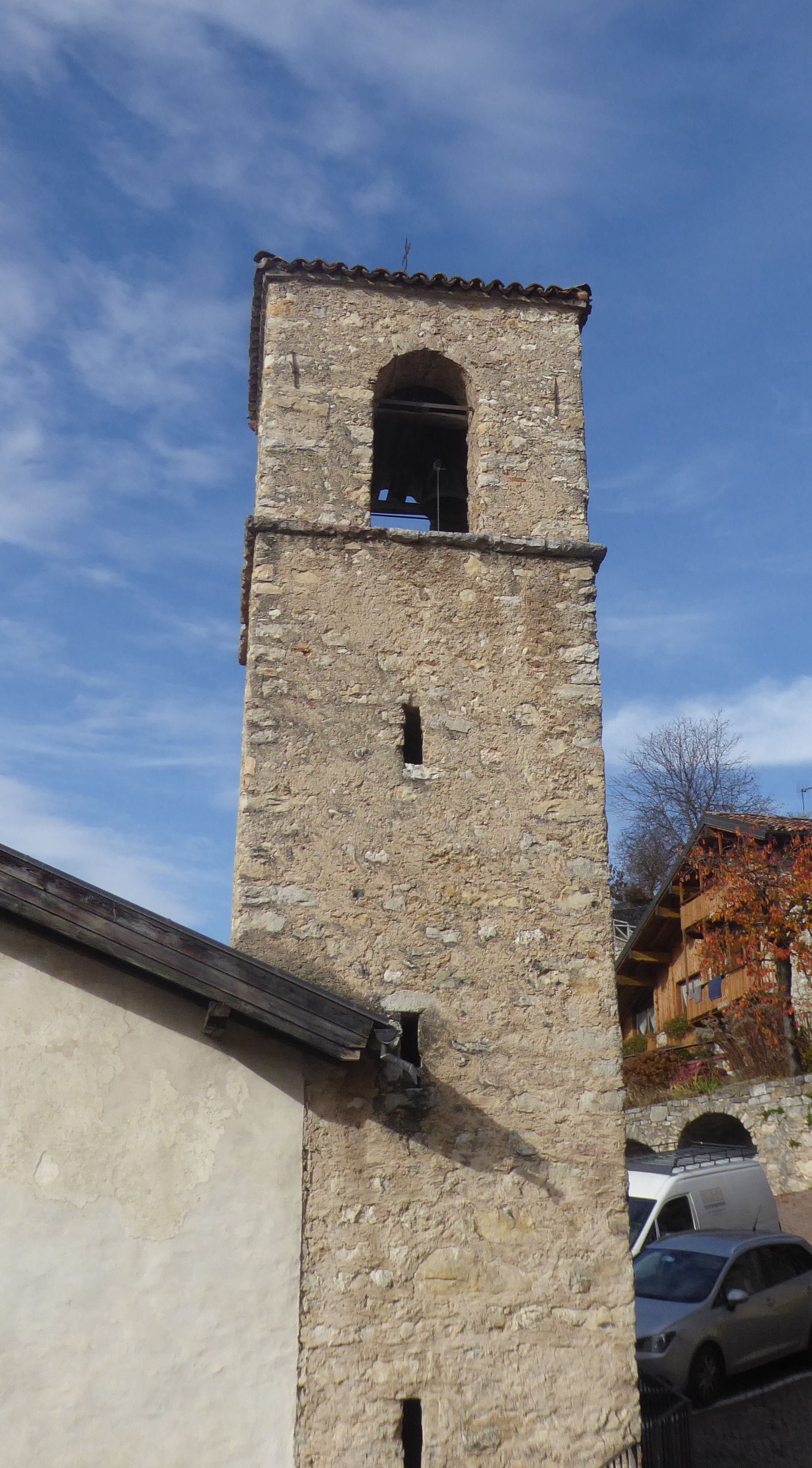
Torre campanaria

La storia della chiesa inizia probabilmente attorno al XII secolo e venne decorata con affreschi successivamente, oltre due secoli dopo anche se alcune fonti datano la sua costruzione nel XVI secolo.
Nel XVII secolo l'edificio sacro venne ampliato per soddisfare le esigenze dei fedeli di Ville del Monte e ne fu anche mutato l'orientamento, abbattendo la precedente struttura absidale e sostituendola con la nuova facciata.

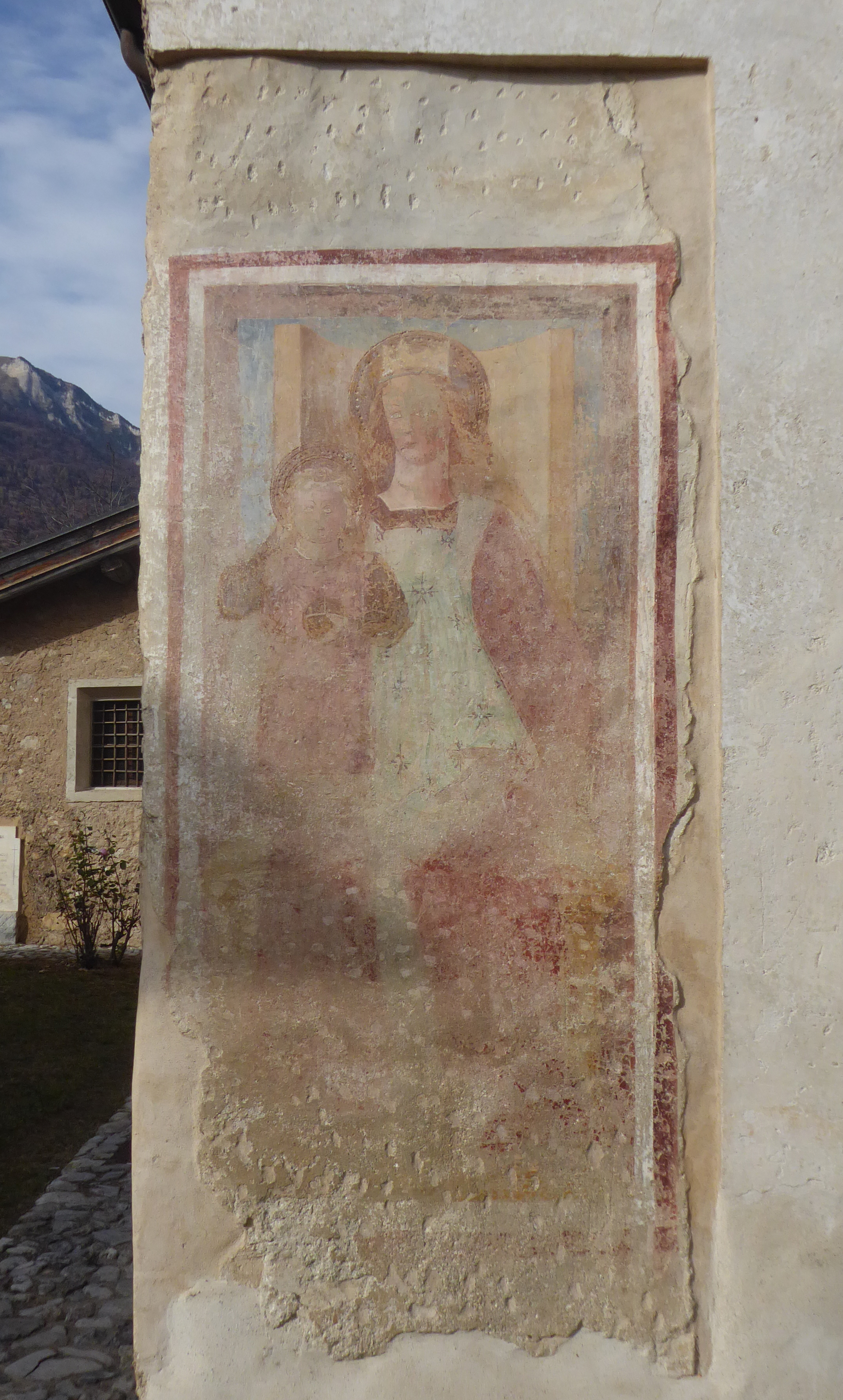
Particolare dell'affresco sulla facciata

Nella seconda parte del XX secolo tutta la chiesa è stata sottoposta ad un restauro che ha permesso di riscoprire gli originali affreschi presenti sia nella facciata sia nella controfacciata.

## Descrizione

### Esterni
La facciata a capanna è semplice. Il portale con architrave è affiancato ai lati da due piccole finestre ed è sormontato in asse dalla grande finestra a lunetta che porta luce alla sala. Sulla parte sinistra della facciata si trova un affresco che continua poi nella facciata laterale.
Il campanile si erge sul lato sinistro, ha struttura solida in pietra a vista, la cella campanaria si apre con quattro finestre a monofora e la copertura è piramidale con finitura a coppi.

### Interni
L'interno è a navata unica e il presbiterio è leggermente rialzato.